# Santo Sepulcro (Popayán)
El Santo Entierro de Cristo, comúnmente conocido como el Santo Sepulcro o el Cristo Yacente, es una imagen bajo la advocación de Cristo muerto sobre un sarcófago, la cual es una réplica realizada en el siglo XX, de una obra española datada del siglo XVII que actualmente es custodiada en el Museo Nacional de Escultura, ubicado en la ciudad de Valladolid en la provincia homónima en España.
Hoy en día esta réplica es venerada en la Antigua Capilla de Nuestra Señora del Topo ubicada en la nave norte del evangelio del Claustro de Nuestra Señora del Rosario de la Orden de los Predicadores en pleno centro histórico de la ciudad de Popayán, capital del departamento del Cauca en Colombia.

## Historia

### Cristo Yacente de Valladolid
La imagen original en la que se inspiró el de Popayán fue tallado por el hábil artista español Gregorio Fernández a inicios del siglo XVII, siendo finalizado hacia el año de 1627. 
Fue un encargo para la Casa Profesa de la Compañía de Jesús en Madrid, pasando a ser propiedad del Estado con la expulsión de los jesuitas en 1767. Destaca por una policromía clara, de la que se hizo cargo el pintor Jerónimo de Calabria, y un gran refinamiento en la sábana y el almohadón que lo sostienen, tallados también en madera policromada. El almohadón cuenta con una policromía que imita a la perfección los bordados.

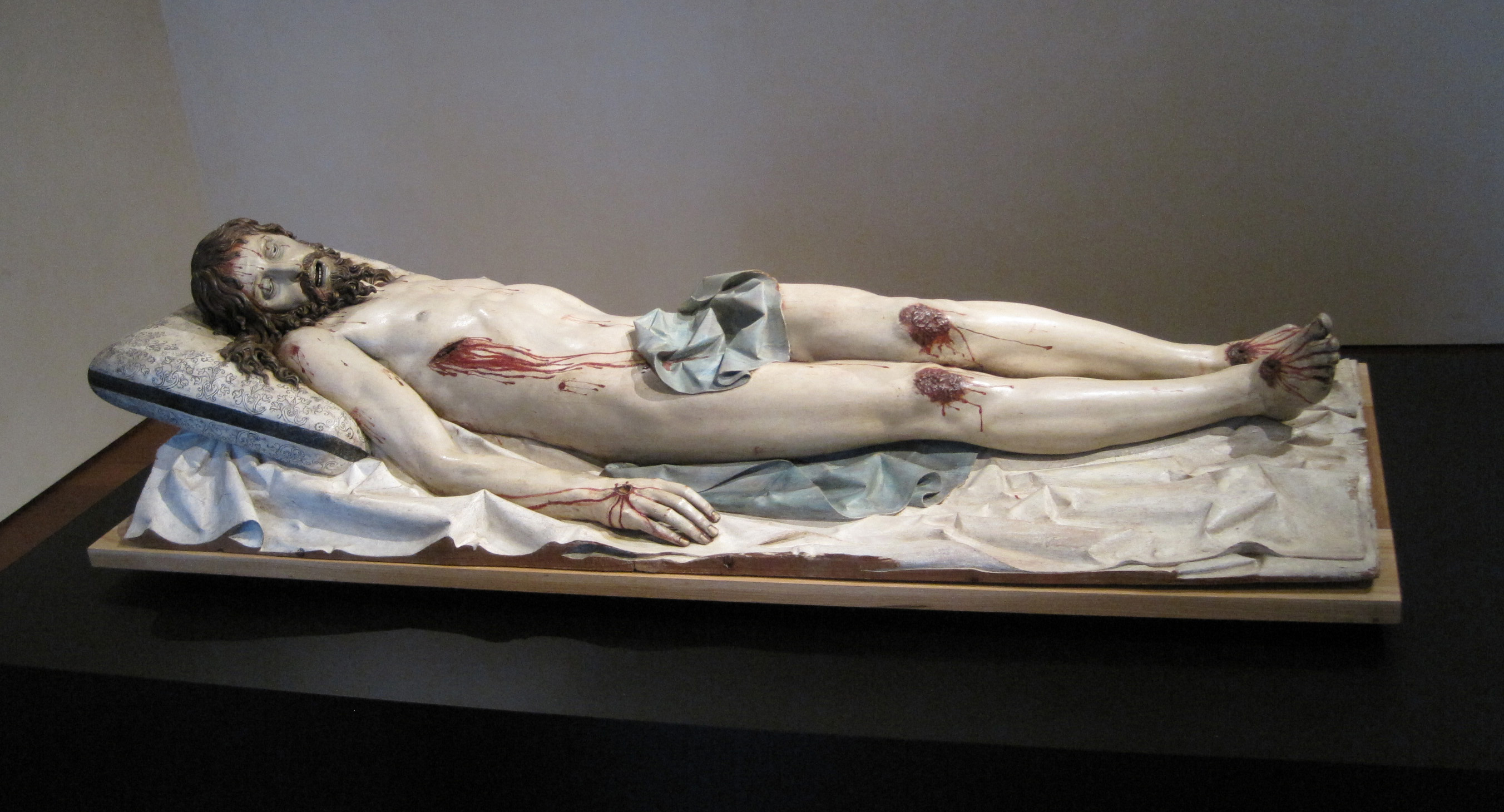
Cristo yacente (1627), obra de Gregorio Fernández. Inspiración para el de Lamiel.

Situándose actualmente en la Colección: Barroco y pasos procesionales del Museo Nacional de Escultura, ubicado en la ciudad de Valladolid,al igual que varias obras más de Gregorio Fernández que desde el año de 1922 accede al préstamo de varios conjuntos escultóricos a las cofradías de la Semana Santa vallisoletana. En total, son 104 imágenes procedentes de sus fondos las que se integran en los correspondientes pasos.
Esta práctica de la Semana Santa, propia de la religiosidad católica que, condensa los rasgos más característicos del gusto barroco, perduró en Valladolid hasta el siglo XVIII cuando la secularización de la población y el avance de la mentalidad ilustrada hicieron que mermará el interés por esta costumbre que, fue relanzada, hacia 1920 por la Iglesia.   

### Cristo Yacente de Popayán
Durante la estadía del artista español José Asensio Lamiel en la ciudad de Popayán entre 1960 a 1966 por el contrato acordado con el presidente de ese entonces Guillermo León Valencia, estaba en los trabajos de realización de la réplica del Santo Ecce Homo encomendada por el mandatario nacional. Fue en este periodo que le encargó la talla de un Cristo muerto para la procesión del Viernes Santo, por lo que tomando como inspiración a Gregorio Fernández y una de sus magnas obras, lo esculpió y estuvo listo al poco tiempo.
Siendo recibido el recién tallado Cristo por la Iglesia del Santo Domingo de la ciudad de Popayán, se enriqueció la Semana Santa que fue declarada primero como patrimonio cultural de la nación mediante la Ley 891 de 2004,para posteriormente ser inscrita en la Lista representativa del Patrimonio Cultural Inmaterial de la Humanidad por la Unesco en septiembre de 2009.
Actualmente el Cristo es venerado en la capilla norte de la nave del evangelio, que fue en la época colonial construida y dedicada en primera instancia a la imagen de Nuestra Señora del Topo, gracias al mecenazgo de su cofradía y del deán Mateo de Castrillón y Quiroz, la virgen permaneció aquí hasta su traslado al Museo Arquidiocesano de Arte Religioso para su preservación. A mediados del siglo XX por parte de la familia Ayerbe González, donaron una colección amplia de bienes de diferentes características, encontrándose esculturas, lámparas, vitrales, candelabros, entre otros, asociados principalmente a los pasos procesionales, y de los que se resaltan aquellos ubicados en la ahora llamada capilla del Santo Sepulcro.

## Características

### Imagen del Cristo
La talla representa un cristo muerto pero curiosamente con los ojos entre cerrados, su cabeza asentada en un cojín se haya inclinada hacia su lado derecho, su cuerpo ensangrentado se haya casi completamente desnudo y solo cubierto por su mortaja, en su costado se nota la herida de la lanza sagrada y sus manos y sus pies se encuentras taladrados por los clavos.

### Sarcófago
Es una obra española del siglo XVIII,realizado en madera tallada revestida de carey, marfil y plata dorada.Se la considera como un relicario en sí, dado que en el interior del sarcófago está incrustada un fragmento de roca del Sepulcro de Cristo de Jerusalén, traída a la ciudad por el arzobispo Diego María Tamayo, tal como lo dicta una inscripción a la entrada de su capilla en la iglesia.

## Semana Santa
Desde su llegada a las procesiones, la imagen del Santo Cristo ha tenido un rol preponderante en los desfiles sacros de la semana mayor desde la época contemporánea, tanto es así que tiene una procesión dedicada en su honor, la cual se realiza en la noche del Viernes Santo, teniendo como signo distintivo sus arreglos florares morados de sus pasos, le recuerda a la pecadora humanidad: La Penitencia, Para que sea efectivo el sacrificio del hombre Dios
En la Procesión del Santo Entierro de Cristo, el Jesús yacente sale a desfilar como su propio paso, posicionándose entre los pasos de San Juan Evangelista por enfrente y de la Santísima Virgen Dolorosa de la Soledad por detrás, siendo presidido delante por los portadores de la corona de espinas y los clavos (Los dos mejores estudiantes de la Universidad del Cauca) y el Estandarte de la Junta Permanente Pro Semana Santa portado por el rector de la Universidad del Cauca y su cuerpo de decanos. Además de estar anterior al Cura párroco del Templo de Nuestra Señora del Rosario o Santo Domingo, la Orden del Santo Sepulcro de Jerusalén, sección de Popayán y el Arzobispo de Popayán y capítulo metropolitano seminario mayor de Popayán.
Actualmente su síndico es Ignacio Angulo Rojas.